# ویلفرید سولتاو
ویلفرید سولتاو (آلمانی: Wilfried Soltau; ۱۷ ژوئن ۱۹۱۲ – ۲۷ سپتامبر ۱۹۹۵) قایقران کانو اهل آلمان بود.